# Reforma 1.ª Sección (Jalpa de Méndez)
Reforma 1.ª Sección es un ranchería del municipio de Jalpa de Méndez ubicado en la subregión centro del estado mexicano de Tabasco.

## Geografía
La localidad de Reforma 1.ª Sección se sitúa en las coordenadas geográficas 18°17′49″N 93°04′38″O / 18.296944, -93.077222, a una elevación de 2 metros sobre el nivel del mar.

## Demografía
Según el Conteo de Población y Vivienda 2020, efectuado por el Instituto Nacional de Estadística y Geografía, la localidad de Reforma 1.ª Sección tiene 494 habitantes, de los cuales 251 son del sexo masculino y 243 del sexo femenino. Su tasa de fecundidad es de 2.38 hijos por mujer y tiene 136 viviendas particulares habitadas.
| Gráfica de evolución demográfica de Reforma 1.ª Sección entre 1940 y 2020 |
|                                                                           |
| INEGI.                                                                    |